# Lebo (Kansas)
Lebo é uma cidade localizada no estado americano de Kansas, no Condado de Coffey.

## Demografia
Segundo o censo americano de 2000, a sua população era de 961 habitantes.
Em 2006, foi estimada uma população de 949, um decréscimo de 12 (-1.2%).

## Geografia
De acordo com o United States Census Bureau tem uma área de
2,9 km², dos quais 2,6 km² cobertos por terra e 0,3 km² cobertos por água. Lebo localiza-se a aproximadamente 357 m acima do nível do mar.

## Localidades na vizinhança
O diagrama seguinte representa as localidades num raio de 20 km ao redor de Lebo.